# 九龍城北
九龍城北（英語：Kowloon City North，代號G1）是香港九龍城區議會下轄的選區，2023年設立，定為雙議席選區。

## 範圍
現時選區包括九龍塘、九龍城、啟德、馬頭圍、馬頭角及土瓜灣北部，南達北拱街、機利士北路、庇利街，西至東鐵線，北達獅子山，東至承啟道附近，與其接壤的選區有九龍城南、深水埗區議會的深水埗東選區、黃大仙區議會的黃大仙東、黃大仙西選區、觀塘區議會的觀塘中、觀塘西選區以及沙田區議會的沙田西選區。
投票站設有十四個，分別位於馬頭涌官立小學、聖三一堂小學、土瓜灣體育館、保良局林文燦英文小學、獻主會聖馬善樂小學、東華三院黃笏南中學、九龍塘官立小學、對衡道九龍方方樂趣幼稚兒園、九龍城體育館、文理書院（九龍）、聖公會聖十架小學、保良局何壽南小學、基督教香港信義會紅磡信義學校、中華基督教會基道中學。

## 沿革
2023年香港選舉改革將區議會所有單議席選區取消，九龍城區定為兩個雙議席選區，共選出四席民選議員。九龍城北選區由原有單議席的馬頭圍、宋皇臺、石硤尾、馬坑涌、馬頭角、太子、九龍塘、龍城、啟德北、啟德東、啟德中及南、土瓜灣北、土瓜灣南選區合併而成。
2023年區議會選舉，估算人口有200,330人，選民有97,230人，吸引到四人參選。

## 歷屆議員
| 選區名稱 | 屆別           | 議員 | 政治聯繫 | 政治聯繫 | 議員   | 政治聯繫 | 政治聯繫 |
| -------- | -------------- | ---- | -------- | -------- | ------ | -------- | -------- |
| 九龍城北 | 2024年－2027年 | 林博 |          | 無黨籍   | 關浩洋 |          | 民建聯   |

## 歷屆選舉結果
| 政党   | 政党         | 候选人    | 票数   | %      | ± |
| ------ | ------------ | --------- | ------ | ------ | - |
|        | 九龍社團聯會 | ①. 林博   | 12,361 | 45.30% |   |
|        | 工聯會       | ②. 鄧巧彤 | 3,556  | 13.03% |   |
|        | 獨立         | ③. 林淑芳 | 2,026  | 7.43%  |   |
|        | 民建聯       | ④. 關浩洋 | 9,343  | 34.24% |   |
| 多数票 | 多数票       | 多数票    | 3,018  |        |   |

## 資料來源
1. ↑   (PDF).   [2023年8月23日]. （原始内容 (PDF)存档于2023年10月20日） （繁体中文）.
2. ↑   (PDF).   [2023年11月17日].
3. ↑   (PDF). 選舉管理委員會. 2023-07-11  [2023-08-23]. （原始内容存档 (PDF)于2023-10-14）.
4. ↑   (PDF).   [2023-11-18]. （原始内容存档 (PDF)于2023-11-16）.
5. ↑   (PDF).   [2023-08-23]. （原始内容存档 (PDF)于2023-10-20）.
6. ↑   (PDF).   [2023-11-17]. （原始内容存档 (PDF)于2024-02-28）.